# Анчекрак-Іллінська волость
Анчекрак-Іллінська волость — адміністративно-територіальна одиниця Одеського повіту Херсонської губернії.
Станом на 1886 рік — складалася з 11 поселень, 11 сільських громад. Населення — 3153 особи (1651 осіб чоловічої статі та 1502 — жіночої), 564 дворових господарства.
|                     | Площа, десятин | У тому числі орної, дес. |
| ------------------- | -------------- | ------------------------ |
| Сільських громад    | 4033           | 3280                     |
| Приватної власності | 47354          | 13033                    |
| Казенної власності  | 1463           | 430                      |
| Іншої власності     | 690            | 500                      |
| Загалом             | 53540          | 17243                    |

Найбільші поселення волості:
- Іллінське (Парутине) — містечко при річці Буг за 128 верст від повітового міста, 1165 осіб, 200 дворів, православна церква, школа, телеграфна станція, 12 лавок. За 3 версти — маяк. За 10 верст — православна церква, телеграфна станція, лавка. За 12 верст — православна церква, телеграфна станція, рибний завод, лавка. За 13 верст — маяк. За 15 верст — паровий млин. За 26 верст — трактир. За 28 верст — монастир, православна церква, лавка. За 45 верст — православна церква.
- Анчекрак — містечко при ставках, 390 осіб, 85 дворів, єврейський молитовний будинок, поштова станція, 4 лавки.
- Володимирівка (Маклакова) — село, 403 особи, 85 дворів, 2 лавки.